# Karuzi (provins)
Karuzi är en av Burundis 18 provinser. Huvudorten är Karuzi. Provinsen har en yta på 1457 km² och 436 443 invånare (2008)